# Столе Змейкоскі
Столе Змейкоскі (мак. Столе Змејкоски) — македонський державний діяч. Надзвичайний і Повноважний Посол Македонії в Україні.

## Біографія
У 2007 році закінчив Белградський університет, юридичний факультет.
У 2003—2006 — займався комерційною діяльністю.
У 2006—2012 — менеджер з продажу компанії VITALIA.
У 2012—2013 — менеджер з продажу оптового центру IDEA, VELPRO.
У 2011—2014 — президент Македонської бізнес асоціації в Сербії.
З 2014 року — Надзвичайний і Повноважний Посол Македонії в Києві.
1 грудня 2014 — вручив вірчі грамоти Президенту України Петру Порошенку.